# Gorecht (waterschap)
Gorecht is een voormalig waterschap in de Nederlandse provincie Groningen.
Het waterschap werd in 1989 opgericht om het aantal Groningse waterschappen drastisch terug te brengen. Het schap nam de taken van 31 waterschappen ten zuidoosten van Groningen over, die voornamelijk op het Winschoterdiep loosden en vervolgens via het Eemskanaal afwaterden. Ook een gebied ten oosten van Delfzijl (de Oosterhoek) hoorde bij het schap.
Het waterschap was gevestigd in Groningen aan de Hereweg 111, in het voormalige marechausseekantoor van de Rabenhauptkazerne.
In 1995 ging het waterschap samen met de Drentse waterschappen de Drentse Aa en de Oostermoerse Vaart op in Hunze en Aa. Waterstaatkundig gezien ligt het gebied sinds 2000 binnen dat van het waterschap Hunze en Aa's.